# Erebia stheno
Erebia stheno är en fjärilsart som beskrevs av Jacob Hübner 1802. Erebia stheno ingår i släktet Erebia och familjen praktfjärilar. Inga underarter finns listade i Catalogue of Life.